# South Clackamas Transportation District
A South Clackamas Transportation District (SCTD-ként rövidítve) egy autóbusz-hálózat, amely az Oregon állambeli Molallát köti össze a Clackamas Közösségi Főiskolával.
Az utazás egy dollárba kerül; régebben a főiskola felé/felől ingyenes volt.

## Leírás
A rendszert a Clackamas megyei bizottság hozta létre 1989-ben, a TriMet helyi szolgáltatásának kiváltására (eredetileg Molalla Transportation Districtként; később  South Clackamas Transportation Districtre nevezték át). Molallát 1989. január 1-jétől nem szolgálják ki a TriMet buszai. A 2000. július 1-jén kezdődött 2001-es üzleti évben a hálózat hétszázezer dollárból működött (ez 2016-ban $947 000 volt); a kiadásokat a környékbeli vállalkozások adóterheiből fedezik. Az adó 2000-ben 0,3% volt, ma pedig fél százalék.

## Vonalak
- Molalla◄►Clackamas Community College
- Molalla◄►Canby
- Infra-City Bus

## Fordítás
- Ez a szócikk részben vagy egészben  a   South Clackamas Transportation District című angol Wikipédia-szócikk ezen változatának fordításán alapul.  Az eredeti cikk szerkesztőit annak laptörténete sorolja fel. Ez a jelzés csupán a megfogalmazás eredetét és a szerzői jogokat jelzi, nem szolgál a cikkben szereplő információk forrásmegjelöléseként.